# صالح جامع
صالح أحمد جامع (بالصومالية: Saalax Axmed Jaamac)‏ (1980- ) سياسي صومالي نائب رئيس الوزراء في الحكومة الفيدرالية الصومالية منذ 2 أغسطس 2022.  شغل سابقا منصب وزير العمل ثم منصب وزير الشؤون الدستورية.
يشغل صالح أيضًا مقعدا في مجلس الشيوخ بالبرلمان الفيدرالي الصومالي ممثلاً عن محافظة سناج  كما شغل سابقا مقعدا في مجلس الشعب الغرفة الأدنى في البرلمان الفيدرالي في الفترة ما بين ديسمبر 2016 وحتى انتخابه عضوا في مجلس الشيوخ في سبتمبر 2021. 

## خلفية تاريخية
ولد صالح جامع في مدينة عيرجابو بمحافظة سناج عام 1980 وانتقل لاحقًا إلى الهند حيث عاش فترة قبل انتقاله مرة أخرى إلى العاصمة الكندية أوتاوا حيث حصل على درجتي البكالوريوس والماجستير في العلوم السياسية والدراسات التنموية من جامعة كارلتون، بعدها عمل صالح مدرسا ومساعد باحث في قسم العلوم السياسية والدراسات الأفريقية بجامعة كارلتون، و ركز في بحث التخرج على السلام وبناء الدولة، وسبل مواجهة التحديات التي تواجه المجتمعات التي تحاول إعادة بناء الدولة بعد صراعات وحروب، كما نشر العديد من المؤلفات حول الديمقراطية وبناء الدولة لا سيما في الدول الهشة . 
انتقل صالح إلى العاصمة الصومالية مقديشو في أواخر العقد الأول من القرن الحادي والعشرين، وبدأ العمل في وزارة الداخلية والشؤون الفيدرالية كمستشار في شؤون الديمقراطية وتوطيدها في الحكومة الفيدرالية الصومالية، وشملت مسؤولياته تشكيل مفوضية الانتخابات المستقلة ووضع الأطر القانونية للانتخابات لاسيما مشاريع قوانين الجنسية والأحزاب السياسية، كما عمل كمنسق للمنتدى الاستشاري الوطني، حيث قاد فريق الدعم الفني المؤلف من مؤسسات الحكومة الفيدرالية والولايات الإقليمية لرصف الطريق لعقد مشاورات عبر عواصم الولايات الفيدرالية في الصومال. ونجح فريق الدعم الفني في عقد مشاورات عامة ومفاوضات سياسية ساعدت في صياغة اتفاق بشأن النموذج الانتخابي الصومالي الأنسب لانتخابات عام 2016 وانتهت بعقد الانتخابات الرئاسية الصومالية 2017.
أثناء عمله مع الحكومة الفيدرالية عمل صالح مستشارا للسياسات الاستراتيجية، مكلفًا بتطوير الإصلاحات التنظيمية، وإعادة بناء الهيكل الإداري ووضع الأسس لهيكل شرطة فيدرالي جديد لقوة الشرطة الصومالية.
يتحدث صالح اللغات الصومالية والإنجليزية والأردية والهندية بطلاقة.

## مسيرته السياسية

### عضو البرلمان
انتُخب صالح جامع عضوا في مجلس الشعب الغرفة الأدنى في البرلمان الصومالي ممثلا عن محافظة سناج وشغل المقعد في الفترة ما بين 10 ديسمبر 2016 حتى انتخابه عضوا في مجلس الشيوخ الغرفة العليا في البرلمان في 28 سبتمبر 2021. خلال شغله مجلس الشعب الفيدرالي عمل صالح أيضًا عضوا في مجلس الوزراء حيث عُيّن وزيرا للعمل والخدمات الاجتماعية ثم وزيرًا للداخلية للشؤون الدستورية.

### وزير العمل والخدمات الاجتماعية
عُين صالح وزيرا للعمل والشؤون الاجتماعية في 21 مارس 2017 في حكومة رئيس الوزراء حسن علي خيري وتولى المنصب رسميا في 29 مارس 2017 بعد منح الثقة للحكومة الجديدة من قبل البرلمان. 
خلال العامين اللذين قضاهما في وزارة العمل قدم صالح أول مشروع لإصلاح الخدمة المدنية في الصومال منذ عام 1967 حيث بدأ إحصاء موظفي الخدمة المدنية، وإدارة الموارد البشرية بدقة، ومراجعة الإطار القانوني، .كما قدم خلال تقلده المنصب أول برنامج لشبكة الأمان الاجتماعي في الصومال وقاد تطوير سياسة التوظيف الحكومية. 

### وزير الشؤون الدستورية
في 7 أبريل 2019 عيّنه رئيس الوزراء حسن علي خيري وزيرا للشؤون الدستورية.  وتتولى وزارة الشؤون الدستورية مهمة الإشراف على وضع الصيغة النهائية لمسودة الدستور الفيدرالي للصومال والذي كان قيد الصياغة منذ إقراره لأول مرة في عام 2012 وكانت المراجعة معلقة حتى التوصل إلى تسوية سياسية بين الحكومة الاتحادية والولايات الإقليمية.  وأشرف صالح على عملية مراجعة الدستور وقاد عددًا من المؤتمرات الاستشارية لمراجعة الدستور مع الجهات السياسية ومنظمات المجتمع المدني والشباب والمرأة. 

### سيناتور
في 29 سبتمبر 2021 انتُخب صالح جامع عضوًا في مجلس الشيوخ في البرلمان الفيدرالي الصومالي ممثلاً عن محافظة سناج، وحصل على 29 صوتًا من المندوبين الانتخابيين مقابل 12 صوتًا لمنافسه. 

### حملة رئاسة مجلس النواب
أعلن صالح حملته لمنصب رئيس مجلس الشيوخ بالبرلمان الفيدرالي في أبريل 2022 كمرشح مستقل، وألقى خطاب ترشحه في 23 أبريل 2022.  وفاز برئاسة مجلس الشيوخ السيناتور عبدي حاشي بأغلبية 28 صوتا مقابل 24 لمنافسه صالح جامع.

## نائب رئيس مجلس الوزراء
في 2 أغسطس 2022 عُين صالح نائبا لرئيس الوزراء [[ في الحكومة الفيدرالية خلفا لمهدي محمد جوليد.  وترأس صالح عددًا من اجتماعات مجلس الوزراء حول التحديات الراهنة،  بما في ذلك الحملة العسكرية التي تشنها الحكومة ضد حركة الشباب المسلحة  والجفاف الذي اجتاح القرن الإفريقي عام 2021. 

## المنشورات
- حسين قاسم ، صالح جامع، فهم دوافع وعيوب التفاؤل الأفريقي: منظور تنموي مجلة القرن الأفريقي (2012) [25]